# National League (Inglaterra)
National League (em inglês), aportuguesado para Liga Nacional (atualmente chamado de Vanarama National League por razões de patrocínio) é a quinta divisão do campeonato inglês. É também a principal divisão da Conferência de Futebol. 
A Conference National tem uma mistura de equipes profissionais e clubes semiprofissionais, é também a menor divisão nacional no sistema de ligas do futebol inglês.

## Clubes na temporada 2018–19
| Clube                  | Posição ao término da temporada anterior              |
| ---------------------- | ----------------------------------------------------- |
| Aldershot Town         | 5º                                                    |
| Barnet                 | 23º (rebaixado na League Two)                         |
| Barrow                 | 20º                                                   |
| Boreham Wood           | 4º                                                    |
| Braintree Town         | 6º (promovido nos play-offs da National League South) |
| Bromley                | 9º                                                    |
| Chesterfield           | 24º (rebaixado na League Two)                         |
| Dagenham & Redbridge   | 11º                                                   |
| Dover Athletic         | 8º                                                    |
| Eastleigh              | 14º                                                   |
| Ebbsfleet United       | 6º                                                    |
| Fylde                  | 7º                                                    |
| Halifax Town           | 16º                                                   |
| Gateshead              | 17º                                                   |
| Harrogate Town         | 2º (promovido nos play-offs da National League North) |
| Hartlepool United      | 15º                                                   |
| Havant & Waterlooville | 1º (promovido na National League South)               |
| Leyton Orient          | 13º                                                   |
| Maidenhead United      | 12º                                                   |
| Maidstone United       | 19º                                                   |
| Salford City           | 1º (promovido na National League North)               |
| Solihull Moors         | 18º                                                   |
| Sutton United          | 3º                                                    |
| Wrexham                | 10º                                                   |

## Vencedores da National League
| Temporada | Campeão                    | Promovido pelo Play-Off |
| --------- | -------------------------- | ----------------------- |
| 1979–80   | Altrincham1                |                         |
| 1980–81   | Altrincham1 (2)            |                         |
| 1981–82   | Runcorn1                   |                         |
| 1982–83   | Enfield1                   |                         |
| 1983–84   | Maidstone United1          |                         |
| 1984–85   | Wealdstone1                |                         |
| 1985–86   | Enfield1 (2)               |                         |
| 1986–87   | Scarborough                |                         |
| 1987–88   | Lincoln City               |                         |
| 1988–89   | Maidstone United (2)       |                         |
| 1989–90   | Darlington                 |                         |
| 1990–91   | Barnet                     |                         |
| 1991–92   | Colchester United          |                         |
| 1992–93   | Wycombe Wanderers          |                         |
| 1993–94   | Kidderminster Harriers2    |                         |
| 1994–95   | Macclesfield Town2         |                         |
| 1995–96   | Stevenage Borough2         |                         |
| 1996–97   | Macclesfield Town (2)      |                         |
| 1997–98   | Halifax Town               |                         |
| 1998–99   | Cheltenham Town            |                         |
| 1999–00   | Kidderminster Harriers (2) |                         |
| 2000–01   | Rushden & Diamonds         |                         |
| 2001–02   | Boston United3             |                         |
| 2002–03   | Yeovil Town                | Doncaster Rovers        |
| 2003–04   | Chester City               | Shrewsbury Town         |
| 2004–05   | Barnet (2)                 | Carlisle United         |
| 2005–06   | Accrington Stanley         | Hereford United         |
| 2006–07   | Dagenham & Redbridge       | Morecambe               |
| 2007–08   | Aldershot Town             | Exeter City             |
| 2008–09   | Burton Albion              | Torquay United          |
| 2009–10   | Stevenage Borough (2)      | Oxford United           |
| 2010–11   | Crawley Town               | AFC Wimbledon           |
| 2011–12   | Fleetwood Town             | York City               |
| 2012–13   | Mansfield Town             | Newport County          |
| 2013–14   | Luton Town                 | Cambridge United        |
| 2014–15   | Barnet (3)                 | Bristol Rovers          |
| 2015–16   | Cheltenham Town (2)        | Grimsby Town            |
| 2016–17   | Lincoln City (2)           | Forest Green Rovers     |
| 2017–18   | Macclesfield Town (3)      | Tranmere Rovers         |
| 2018–19   | Leyton Orient              | Salford City            |
| 2019–20   | Barrow                     | Harrogate Town A.F.C.   |
| 2020–21   | Sutton United              | Hartlepool United       |
| 2021–22   | Stockport County           | Grimsby Town            |
| 2022–23   | Wrexham                    | Notts County F.C.       |

Macclesfield Town | 🏆3×
Barnet | 🏆3×
Lincoln City | 🏆2×
Cheltenham Town | 🏆2×
Stevenage Borough | 🏆2×
Barnet | 🏆2×
Kidderminster Harriers | 🏆2×
Macclesfield Town | 🏆2×
Maidstone United | 🏆2×
Enfield | 🏆2×
Altrincham | 🏆2×
Luton Twon | 🏆1×
Mansfield Twon | 🏆1×
Fleetwood Town | 🏆1×
Crawley Town | 🏆1×
Burton Albion | 🏆1×
Aldershot Town | 🏆1×
Dagenham & Redbridge | 🏆1×
Accrington Stanley | 🏆1×
Chester City | 🏆1×
Yeovil Town | 🏆1×
Boston United | 🏆1×
Rushden & Diamonds | 🏆1×
Halifax Town | 🏆1×
Cheltenham Town | 🏆1×
Stevenage Borough | 🏆1×
Wycombe | 🏆1×
Colchester United | 🏆1×
Kidderminster Harriers | 🏆1×
Darlington | 🏆1×
Scarborough | 🏆1× 
Runcorn | 🏆1×
Notas
- 1: Não havia promoção para a Football League Two até a temporada de 1985-86.
- 2: Os clubes não foram promovidos para a Football League Two pois os seus estádios não possuiam a capacidade suficiente para a competição.
- 3: O Boston United foi considerado culpado em diversas irregularidades financeiras no ano de seu título, porém nenhuma providência foi tomada à respeito. Quando retornou à National League, foi rebaixado automaticamente para a Northern Premier League.